# Snuff film
Snuff movies („filmy snuff”, zwane również „filmami ostatniego tchnienia”) – gatunek filmowy obejmujący filmy przedstawiające sceny prawdziwych gwałtów, tortur czy zabójstw. Przykładem takiego filmu jest film pt. Daisy's Destruction autorstwa Petera Scully'ego, który zawiera brutalną pornografię dziecięcą z zastosowaniem tortur (tzw. hurtcore) oraz morderstwo.
Określenie weszło do szerszego obiegu dzięki filmowi pt. Snuff – niskobudżetowemu horrorowi zatytułowanemu początkowo Slaughter, do którego dokręcono później zakończenie przedstawiające zabójstwo młodej kobiety dokonane przez ekipę filmową (w domyśle – twórców wspomnianego horroru). Inscenizowane demonstracje przed kinami, później prawdziwe – przeciwko prezentowanej w nim pornografii przyniosły filmowi pewien rozgłos.
Spotyka się również filmy, które przedstawiają autentyczne sceny zabójstw, egzekucji czy śmiertelnych wypadków (zwane mondo movies). Przykładem mogą być nagrania wideo wykonywane przez samobójców, przestępców czy pokazujące egzekucje dokonywane przez terrorystów, znane m.in. z Iraku. Brak komercyjnego charakteru nie pozwala ich zaliczyć do filmów snuff. 

## Wpływ na kinematografię
Filmy snuff stały się inspiracją dla wielu reżyserów gore. Jedną z najbardziej szokujących produkcji stylizowanych na „filmy ostatniego tchnienia” jest japońska seria Guinea Pig, a w szczególności dwa pierwsze odcinki – Devil's Experiment i Flower of Flesh and Blood ukazujące sceny tortur i zabójstwa młodych dziewcząt.
Tematykę snuff porusza również Osiem milimetrów – thriller z 1999 w reżyserii Joela Schumachera, opowiadający historię prywatnego detektywa, który ma za zadanie zbadać autentyczność filmu przedstawiającego gwałt i zabójstwo młodej kobiety. 
Filmy o podobnej tematyce to m.in.: 
- Dwa światy (1979, reż. Paul Schrader)
- Nadzy i rozszarpani (1980, Ruggero Deodato)
- Wideodrom (1983, David Cronenberg)
- Henry: Portrait of a Serial Killer (1986, John McNaughton)
- Uciekinier (1987, Paul Michael Glaser)
- Dziwne dni (1995, Kathryn Bigelow)
- Teza (1995, Alejandro Amenábar)
- Ulice strachu: Ostatnia odsłona (2000, John Ottman)
- Snuff 102 (2007, Mariano Peralta)
- Slaughter (2009, Víctor García)
- Život i smrt porno bande (2009, Mladen Djordjevic)
- Srpski film (2010, Srdjan Spasojević)
- The Den (2013, Zachary Donohue)